# Eliland

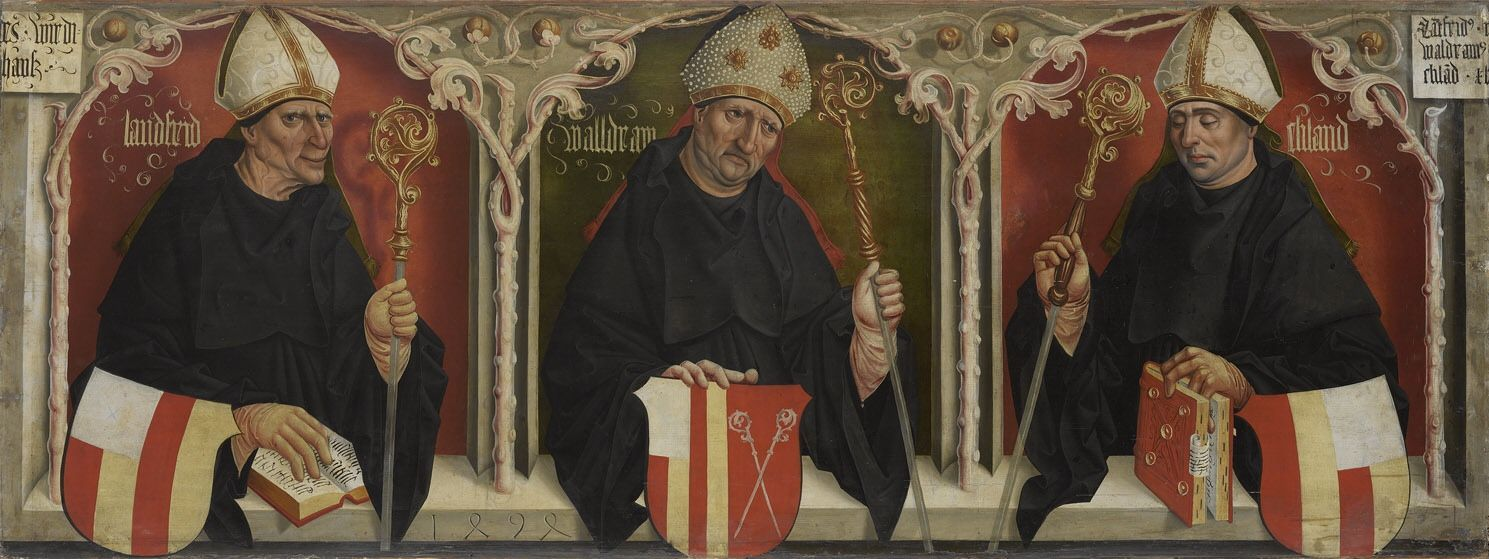
Jan Polack – Lantfried, Waldram und Eliland, die Gründer des Klosters Benediktbeuern (1494)

Eliland († nach 808) war ein deutscher Adeliger, Klostergründer und Abt des Klosters Benediktbeuern.

## Leben

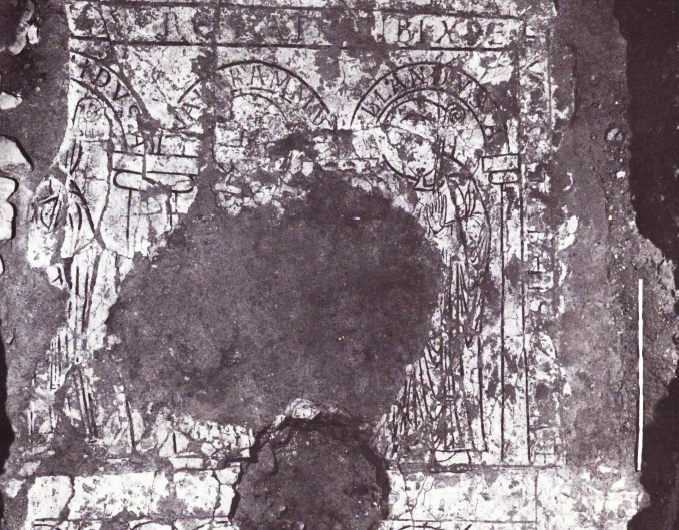
Darstellung der Äbte Lantfrid, Waldram und Elilant auf dem romanischen Fußboden der Kirche von Kloster Benediktbeuern

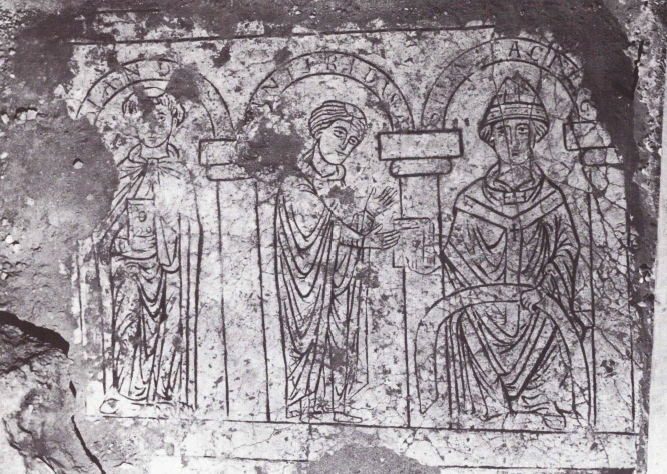
Darstellung von Bonifatius und der Äbte Lantfrid und Elilant auf dem romanischen Fußboden der Kirche von Kloster Benediktbeuern

Der Überlieferung nach war Eliland ein Bruder der Adeligen Lantfrid und Waldram, die von dem Missionar Bonifatius den Auftrag zur Gründung mehrerer Klöster erhalten haben sollen. Die moderne Forschung ordnet ihn dem Adelsgeschlecht der Huosi zu. Im Jahr 804 wurde Eliland von Bischof Simpert als Nachfolger des verstorbenen Waldram zum dritten (nach anderer Zählung: vierten) Abt von Benediktbeuern geweiht. Er starb hochbetagt an einem 14. August eines nicht genau benannten Jahres. Da er den Chroniken zufolge das Amt 44 oder 46 Jahre lang ausgeübt haben soll, sind die Jahre 848 oder 850 die wahrscheinlichsten Sterbejahre.
Über die Gründung des Klosters Benediktbeuern ist keine zeitgeschichtliche Quelle vorhanden. Aber aus der Mitte des 11. Jahrhunderts stammt der Rotulus historicus benedictoburanus des Mönches Gottschalk, in dem die Huosi-Brüder Lantfrid, Waldram und Elilant als Gründer und erste Äbte des Klosters genannt werden. Nach der Gründung des Klosters Benediktbeuern haben die Huosi-Brüder das Kloster Kochel gegründet, in das ihre Schwester Kailswindis eingetreten ist. Auch die Kirchen in Slechdorfensis (Schlehdorf) und Staphalastanga (Staffelsee) gehen auf sie zurück; bei diesen Kirchen war jeweils ein Kloster, als Monasterium oder Coenobium benannt, angeschlossen. Laut dem Rotulus liegen alle diese Klöster in pago Huosi.
Eine Stütze finden die Angaben zur Existenz dieser drei Äbte durch archäologische Grabungen, die in den 1970er Jahren durchgeführt wurden. Dabei konnten von der romanischen Kirche Teile eines Schmuckfußbodens, etwa 80 cm unter dem jetzigen Kirchenboden, aufgedeckt werden, der aus einem Gipsestrich besteht. In diesen sind etwa 5 mm tiefe und teils farbige Inkrustationen eingebracht. U. a. konnten zwei Felder (Höhe ca. 2,4 m, Breite 3,6 m) mit jeweils drei Personen unterhalb von Arkaden gesichert werden. Die Personen sind im nördlichen Feld durch Skapulier und einfachen Stäben mit Krümmen und Nodus als Benediktinermönche bzw. Äbte zu erkennen. Aufgrund der Umschriften kann man «(LANTFR)IDVS A(bbas)», «WAL(D)RAMMVS A(bbas)» und «(ELI)LLANDVS A(bbas)» lesen. Die dritte Figur ist «(EL)ILANDVS A(bbas)», der vor sich ein Buch hält. Die drei Gründungsäbte von Benediktbeuern erscheinen auch unabhängig von dem Rotulus in verschiedenen Urkunden. Abt Elilant wird auch nach 808 bei einem Prozess coram omnibus nobilissimus de pago Huosi vor dem Richter Kisalhart genannt, der in der villa Söchering stattfand und bei dem Liutkerus, Gagandus und Lantold angeklagt waren, das Predium Uffing am Staffelsee mit einer Mühle und ihre Anteile an der Martinskirche herauszugeben, die zur Erstausstattung des Klosters Benediktbeuern gehört hatten.

## Ehrungen
Im Münchener Stadtteil Giesing ist seit 1914 die Elilandstraße nach ihm benannt. Auch in Antdorf und Benediktbeuern wurden ihm Straßen gewidmet.